# Alan Palmer (podróżnik)
Alan Warwick Palmer (ur. 1926, zm. 25 marca 2022) – brytyjski podróżnik i autor przewodników turystycznych.

## Życiorys
Alan Palmer przemierzył wzdłuż i wszerz Europę oraz Azję, łącząc podróże z pracą archeologa. Odbył wyprawy w najciekawsze rejony Himalajów, Karakorum i Hindukuszu. Przyczynił się również do powstania dwóch przewodników: Pakistan i The Silk Road wydanych przez Insight Guides (wyd. polskie Jedwabny szlak, Langenscheidt, Warszawa 2010).
Jego przygoda rozpoczęła się niespodziewanie, podczas pierwszego trekkingu po Maroku, gdy będąc poza murami miasta, pod bramą Bab er Robb, wskoczył do dzielonej z innymi pasażerami taksówki, kierując się do Asni, by uciec od sierpniowego skwaru w Marrakeszu. Dotarłszy na miejsce, zdecydował się wyruszyć na Dżabal Tubkal (4167 m), najwyższy szczyt Afryki Północnej. Zdobył go, mając na nogach tylko parę wygodnych trampek.

## Wybrane publikacje
- Atlas Marokański, (ang.  Moroccan Atlas. The trekking guide) Wydawnictwo Sklep Podróżnika, 2014, wyd.I, ISBN 978-83-7136-106-7